# 大穆拉什基诺 (下诺夫哥罗德州)
大穆拉什基诺（羅馬化：Bolʹshoye Murashkino）是俄罗斯下诺夫哥罗德州的市级镇、大穆拉什基诺区行政中心，地处下诺夫哥罗德州中东部，位于伏尔加河一支流孙多维克河（Сундовик）畔，在州府下诺夫哥罗德东南方。
该地2021年人口有4,932人；2010年人口5,554；2002年人口6,377；1989年人口6,728。